# Чемпіонат України з пляжного футболу 2006
Чемпіонат України з пляжного футболу 2006 — четвертий чемпіонат України з пляжного футболу, який відбувся в серпні 2006 у на центральному пляжі Чорноморська (Одеська область). Переможець — «Майндшер» (Київ).
За 3-є місце: «Глорія» (Одеса) — «Нова Ера» (Київ) — 5:3
Фінал: «Майндшер» (Київ) — «Плесо» (Київ) — 1:1 (4:3 за пен.)